# Lucien Conein

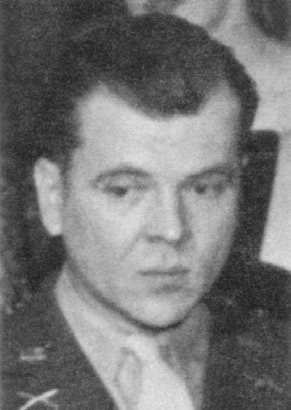
Lucien Conein

Lucien Emile Conein (1919-1998) là một điệp viên CIA từng hoạt động tại châu Âu, Iran và Việt Nam. Tại Việt Nam, ông từng hỗ trợ cho các lãnh đạo Việt Nam Dân chủ Cộng hòa lẫn Việt Nam Cộng hòa ở các giai đoạn khác nhau. Tuy nhiên, ông được biết nhiều nhất với vai trò là đầu mối liên lạc giữa Đại sứ quán Mỹ và các tướng lĩnh Quân lực Việt Nam Cộng hòa trong vụ đảo chính Ngô Đình Diệm năm 1963.

## Thân thế
Ông sinh ngày 29 tháng 11 năm 1919 tại Paris. Cha mất sớm, lúc lên 5 tuổi, mẹ ông gửi ông sang Mỹ sống với người dì tại Kansas City, tiểu bang Kansas, nhưng vẫn giữ quốc tịch Pháp. Người dì này có chồng là một quân nhân, từng tham gia Chiến tranh thế giới thứ nhất tại Pháp.

## Hoạt động tình báo

### Tại châu Âu trong thế chiến thứ II
Khi Thế chiến thứ hai nổ ra, năm 1939, Lucien Conein trở về Pháp và gia nhập quân đội Pháp. Sau khi, Đức chiếm đóng Pháp năm 1940, ông trở lại Mỹ và gia nhập quân đội Mỹ. Vì có quốc tịch Pháp nên sau một thời gian, ngày 26 tháng 7 năm 1943 ông được nhận vào công tác tại Cục tình báo chiến lược (Office of Strategic Services - OSS), tiền thân của cơ quan CIA), với cấp bậc Trung úy, công tác tại phòng châu Âu. Tháng 8 năm 1944, ông được điều qua hoạt động bí mật tại Pháp, giúp đỡ lực lượng kháng chiến Pháp, chuẩn bị cho cuộc đổ bộ Normandy. Sau cuộc đổ bộ, ông công tác trong đơn vị tình báo hỗn hợp giữa OSS và cơ quan tình báo Anh SOE (British Special Operations Executive)

### Tại miền Bắc Việt Nam
Giai đoạn cuối chiến tranh, từ tháng 2 năm 1945 ông được điều chuyển sang phòng Trung Hoa - Miến Điện và Ấn Độ, hàm Đại úy. Tháng 4 năm 1945, ông được cử tham gia phái bộ OSS dưới quyền Thiếu tá Archimedes Patti sang Trung Quốc để làm nhiệm vụ tổ chức các nhóm du kích chống Nhật tại Đông Dương. Tháng 8 năm 1945, ông cùng một nhóm các sĩ quan OSS sang Việt Nam làm nhiệm vụ tiền trạm. Tại đây, ông chứng kiến buổi lễ Độc lập 2 tháng 9 và thường xuyên có những cuộc tiếp xúc với các thành viên cấp cao của Chính phủ Việt Nam Dân chủ Cộng hòa do Việt Minh lãnh đạo. Đặc biệt, ông nhận xét về một cán bộ trẻ của Việt Minh là Võ Nguyên Giáp như sau: "Bạn không thực sự nói chuyện với ông Giáp. Ông ấy nói với bạn... Ông ấy có đôi mắt sắc và tính khá thẳng thắn; ông ấy tin vào những gì mình nói… Ông ấy thực sự có cá tính và đẹp trai. Tôi thích ông ấy".

### Tại châu Âu sau Thế chiến thứ hai
Giữa năm 1946, ông được điều trở về châu Âu và tham gia tổ chức các hoạt động tình báo ở các vùng cho quân đội Liên Xô chiếm đóng. Năm 1947, cơ quan OSS giải thể và Cục tình báo trung ương (Central Intelligence Agency - CIA) được thành lập. Conein gia nhập CIA và hoạt động tình báo ở nhiều quốc gia khác nhau ở châu Âu, chủ yếu là ở Đức trong thời gian từ tháng 2 năm 1947 đến tháng 8 năm 1953.

### Tại miền Nam Việt Nam, Mỹ, Iran
Cuối năm 1953, ông được điều qua nhóm tình báo quân sự dưới quyền của Đại tá Edward Lansdale với hàm Thiếu tá, hoạt động tình báo nhằm giúp đỡ Ngô Đình Diệm tiêu diệt các lực lượng đối lập và thành lập chính quyền Việt Nam Cộng hòa ở miền Nam Việt Nam. Ông thực thi nhiệm vụ này đến năm 1957 thì trở về Mỹ và tham gia Lực lượng Đặc biệt (Special Force) cho đến năm 1959.
Năm 1959, theo yêu cầu của William Colby, Phó Giám đốc, kiêm trưởng bộ phận CIA tại Việt Nam, ông tham gia các hoạt động tổ chức các nhóm biệt kích phá hoại chống chính quyền Cộng sản hoạt động ở Lào và Bắc Việt Nam.
Tháng 8 năm 1959, ông trở lại hoạt động tình báo quân sự tại Tehran, Iran cho đến tận tháng 9 năm 1961.

### Tham gia đảo chính Ngô Đình Diệm
Năm 1962, ông được CIA gọi làm việc trở lại với hàm Trung tá, bí danh là Lulu hay Black Luigi, sau đó được cử sang Sài Gòn làm cố vấn cho Bộ Nội vụ trong chính phủ Ngô Đình Diệm.
Năm 1963, Lucien Conein làm đầu mối liên lạc giữa Đại sứ quán Hoa Kỳ với các tướng Dương Văn Minh, Trần Văn Đôn, Lê Văn Kim đang âm mưu đảo chính tại Bộ Tổng tham mưu Quân lực Việt Nam Cộng hòa mà ông đã có dịp quen biết khi phục vụ dưới quyền của Đại tá Lansdale. Ngày 3 tháng 10 năm 1963, Conein gặp tướng Minh là người nói cho ông biết ý định đảo chính và yêu cầu người Mỹ hỗ trợ nếu nó thành công. Trong phim tài liệu Việt Nam: Cuộc chiến 10.000 ngày của đạo diễn Michael Maclear, nhân viên CIA Lucien Conein kể lại rằng khi được các tướng lĩnh thông báo về ý định đảo chính ông ta nói: "Lệnh mà tôi nhận là thế này: Tôi phải cho Tướng Minh biết rằng chính phủ Hoa Kỳ sẽ không cản trở cuộc đảo chính của họ, và tôi đã truyền đạt điều này.". Sau đó Conein bí mật gặp tướng Trần Văn Đôn để nói với ông này rằng Hoa Kỳ phản đối bất cứ hành động ám sát nào. Tướng Đôn trả lời "Được rồi, nếu anh không thích điều đó chúng ta sẽ không nói về nó nữa.".
Lúc 1 giờ 30 trưa ngày 1 tháng 11 năm 1963, Lucien Emile Conein vào bộ Tổng Tham mưu, mang theo một máy truyền tin đặc biệt để liên lạc với Toà Đại sứ Mỹ và một bao tiền là ba triệu đồng bạc Việt Nam Cộng hòa (40.816 USD thời giá 1960) để hỗ trợ cho việc thực hiện đảo chính với lời hứa rằng Hoa Kỳ sẽ không làm bất cứ điều gì để bảo vệ Ngô Đình Diệm..Theo lời kể của tướng Trần Văn Đôn, khi hay tin tổng thống Ngô Đình Diệm và cố vấn Ngô Đình Nhu đã trốn khỏi dinh Gia Long, Lucien Conein đã hỏi: "Hai ông ấy đi đâu? Phải bắt lại cho kỳ được, vì rất quan trọng". Lucien Conein đã nói với các tướng bằng tiếng Pháp: "On ne fait pas d'omelette sans casser les oeufs." (Người ta không thể làm món trứng rán mà không đập bể những quả trứng.)

## Trở về cuộc sống dân sự
Conein rời khỏi CIA vào năm 1968 và trở thành một doanh nhân tại Nam Việt Nam. Năm 1970, ông trở về Mỹ và tham gia một vài hoạt động chính trị ủng hộ cho tổng thống Nixon. Sau vụ Watergate năm 1972, ông rút lui khỏi các hoạt động chính trường và sống thầm lặng cho đến cuối đời.
Ông qua đời vào ngày 3 tháng 6 năm 1998 tại bệnh viện Suburban, Virginia.